# Björn-Uwe Abels
Björn-Uwe Abels (* 20. Juli 1941 in Berlin) ist ein deutscher Prähistorischer Archäologe.

## Berufstätigkeit
Björn-Uwe Abels studierte seit 1964 Vor- und Frühgeschichte, Anthropologie, Ethnologie, und Vergleichende Religionswissenschaft mit Schwerpunkt indische Religionen an der Universität Tübingen und wurde dort 1970 promoviert. Er begann 1971 seine Tätigkeit für das Bayerische Landesamt für Denkmalpflege in der Außenstelle Würzburg. Er wechselte 1976 nach Schloss Seehof und leitete zunächst die dortige Außenstelle Oberfranken und ab 2002 das neue Referat IV B Oberfranken/Unterfranken der Bodendenkmalpflege. Besondere Schwerpunkte seiner Forschung waren die spätbronzezeitliche Heunischenburg, die Ehrenbürg und das keltische Oppidum auf dem Staffelberg. Daneben nahm er vielfältige Repräsentationsaufgaben in der Öffentlichkeit für die Belange der Archäologie wahr, wie z. B. diverse Vorträge vor Stiftungen, Ausstellungen, historischen Vereinen und beim Tag des offenen Denkmals. Im Juli 2006 ging er in Pension.
An der Universität Bamberg, Abteilung Archäologische Wissenschaften hielt er zwischen 1978/79 und 2005/06 verstärkt Vorlesungen zu seinen Spezialgebieten, wie z. B. zur frühlatènezeitlichen Besiedlung Nordostbayerns, 1996 wurde er zum Honorarprofessor ernannt.
Björn-Uwe Abels ist seit 1989 Mitglied des Deutschen Archäologischen Instituts. Er wohnt in Bamberg.

## Auszeichnungen
- 2010: Preis der Oberfrankenstiftung
- 2012: Verdienstkreuz am Bande des Verdienstordens der Bundesrepublik Deutschland[2]

## Publikationen (Auswahl)
- Die Randleistenbeile in Baden-Württemberg, dem Elsaß, der Franche Comté und der Schweiz (= Prähistorische Bronzefunde, Abteilung IX. Band 4). C.H.Beck, München 1972.
- Die vor- und frühgeschichtlichen Geländedenkmäler Unterfrankens (= Materialhefte zur bayerischen Vorgeschichte. Reihe B: Inventare der Geländedenkmäler. Band 6). 2 Bände. Verlag Michael Laßleben, Kallmünz 1979, ISBN 3-7847-5306-X.
- Archäologischer Führer Oberfranken (= Führer zu archäologischen Denkmälern in Bayern. Franken. Band 2). Theiss, Stuttgart 1986, ISBN 3-8062-0373-3.
- mit Walter Sage und Christian Züchner: Oberfranken in vor- und frühgeschichtlicher Zeit. Bayerische Verlags-Anstalt, Bamberg 1986, ISBN 3-87052-991-1.
- Neue Ausgrabungen im Befestigungsbereich des Staffelberges, Stadt Staffelstein, Oberfranken. In: Bericht der Bayerischen Bodendenkmalpflege. 28/29, 1987/1988, ZDB-ID 356203-7, S. 143–180.
- Die Heunischenburg bei Kronach. Eine späturnenfelderzeitliche Befestigung (= Regensburger Beiträge zur prähistorischen Archäologie. 9). Universitäts-Verlag u. a., Regensburg 2002, ISBN 3-930480-28-X.
- Staffelstein. In: Sabine Rieckhoff, Jörg Biel (Hrsg.): Die Kelten in Deutschland. Theiss, Stuttgart 2001, ISBN 3-8062-1367-4, S. 466–469.
- Die Kelten in Oberfranken. In: Archiv für Geschichte in Oberfranken. Band 73, 1993, ISSN 0066-6335, S. 55–65.
- Historische Belege aus der Münzkunde. In: Rajasthan. Land der Könige. Kunstverlag Gotha, Wechmar 1995, ISBN 3-931182-04-5, S. 37–39.
- Die Ehrenbürg bei Forchheim: Die frühlatènezeitliche Zentralsiedlung Nordostbayerns. In: Dirk Krausse, Denise Beilharz (Hrsg.): „Fürstensitze“ und Zentralorte der frühen Kelten. Abschlusskolloquium des DFG-Schwerpunktprogramms 1171 in Stuttgart, 12.–15. Oktober 2009 (= Forschungen und Berichte zur Vor- und Frühgeschichte in Baden-Württemberg. Band 120). Teil 1. Theiss, Stuttgart 2010, ISBN 978-3-8062-2433-7, S. 101–128.
- Die urnenfelder- und frühlatènezeitliche Zentralsiedlung Ehrenbürg bei Forchheim. In: Bericht der Bayerischen Bodendenkmalpflege. Band 53, 2012, S. 9–59.
- Ein Beitrag zur Entwicklung des indischen Stoßdolches, genannt Katar oder Jamdhar. In: Waffen- und Kostümkunde. Zeitschrift der Gesellschaft für Historische Waffen- und Kostümkunde. Band 54, Heft 2, 2012, ISSN 0042-9945, S. 145–160.
- Die Kukri der Gurkhas aus Nepal. In: Waffen- und Kostümkunde. Zeitschrift der Gesellschaft für Historische Waffen- und Kostümkunde. Band 55, Heft 2, 2013, S. 133–152.